# Hans von Kulmbach
Hans Suess von Kulmbach (Hans Süß, někdy uváděn jako von Culmbach), ( * kolem 1480, Kulmbach – † mezi 17. zářím a 17. prosincem 1522, Norimberk), byl německý renesanční malíř a grafik, doložený jako nejstarší žák Albrechta Dürera.

## Život
V letech 1491-95 se učil u Michaela Wolgemuta, a po roce 1505 v dílně Albrechta Dürera. Je pravděpodobné, že znal práce benátského malíře Jacopo de' Barbari, který v té době pracoval v Norimberku. V roce 1505 založil svou vlastní dílnu v Norimberku a roku 1511 se stal občanem Norimberka. Kolem roku 1510, kdy Dürer přestal přijímat zakázky na oltáře, převzal je Hans von Kulmbach. Pracoval pro císaře Maxmiliána I. Habsburského a Kazimíra Hohenzollern, markraběte von Brandenburg-Kulmbach. V letech 1509-11 a 1514-15 pracoval v Krakově.

## Dílo

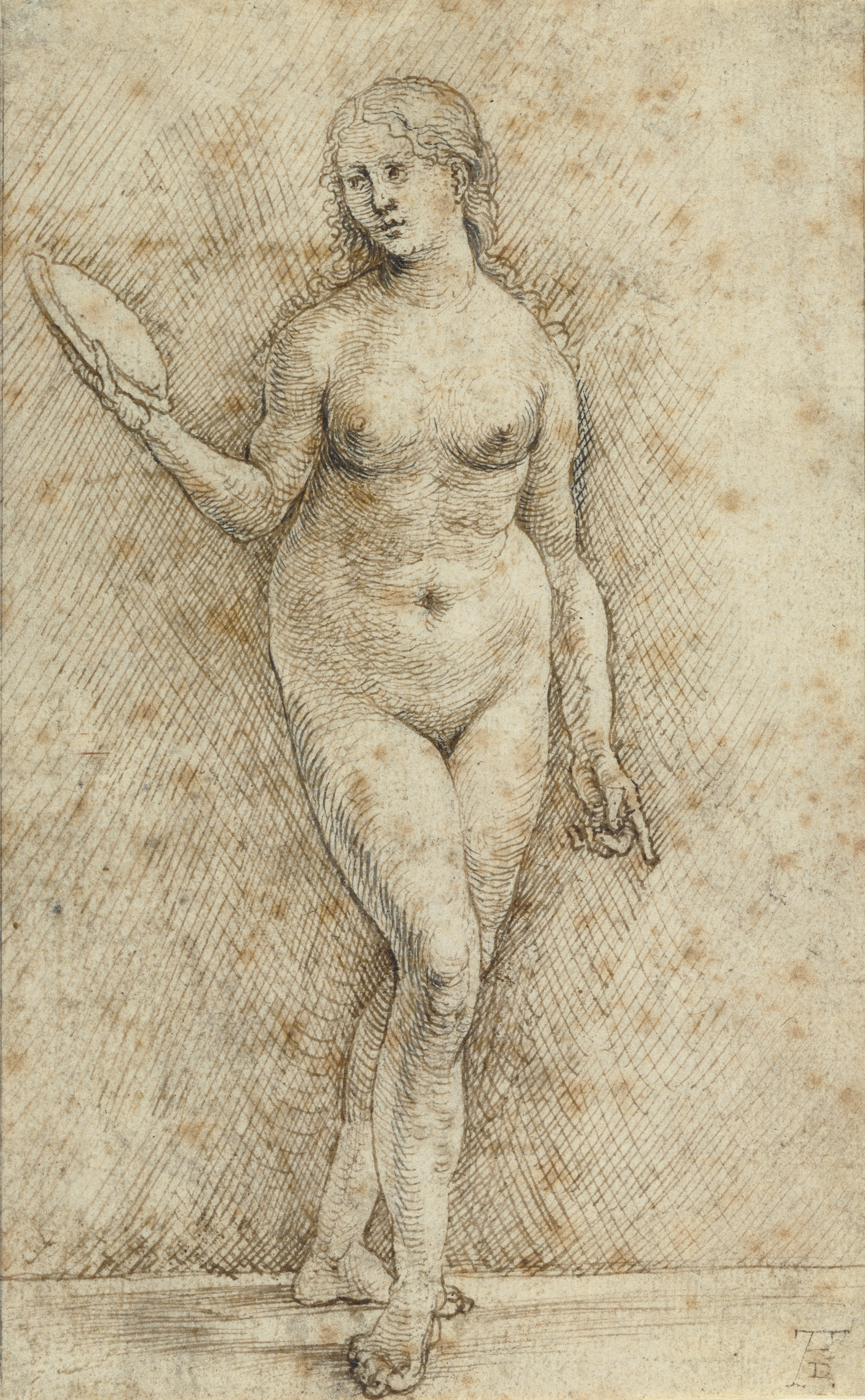
Vanitas, kresba

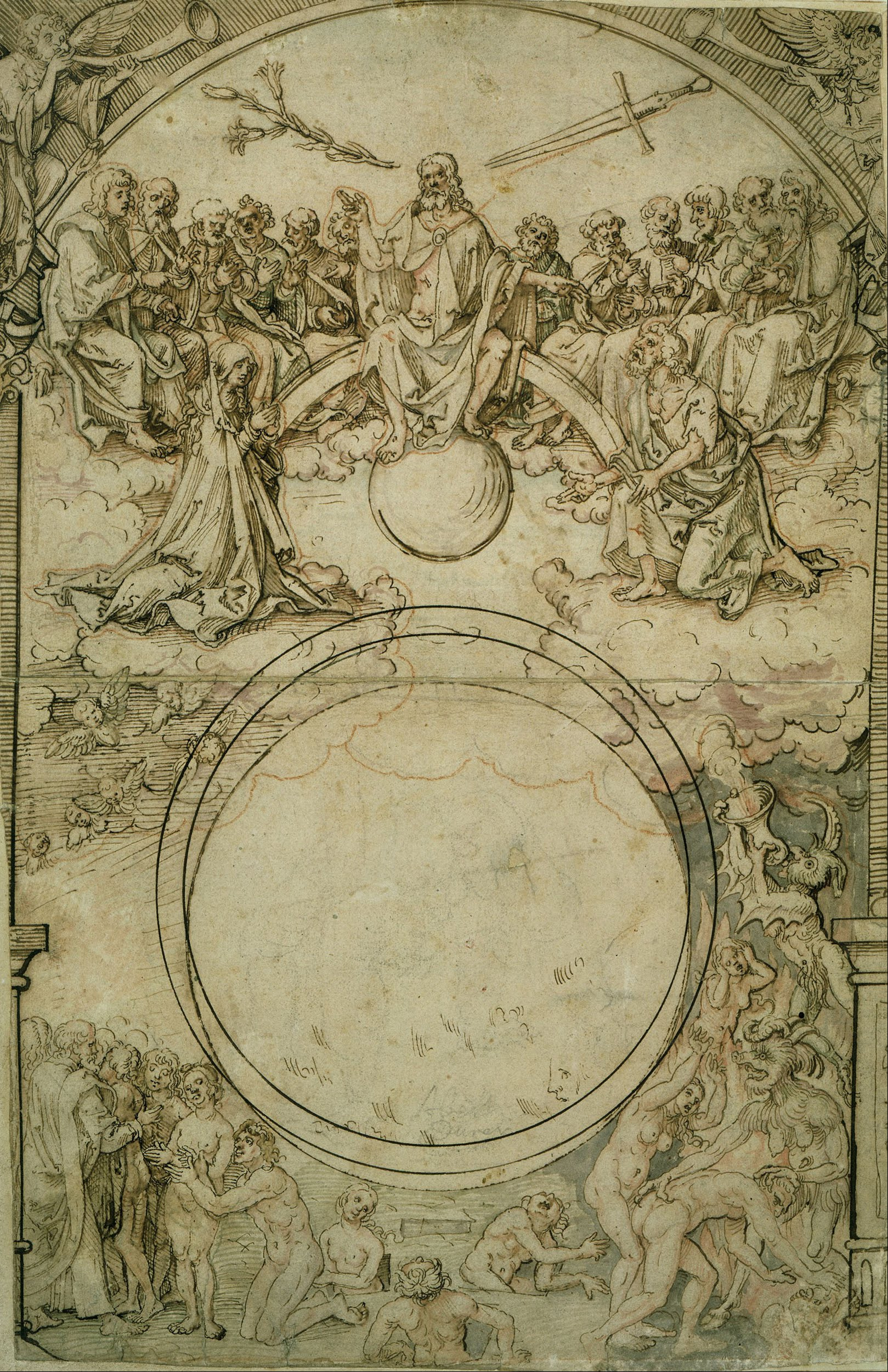
Poslední soud, Google Art Project

Hans von Kulmbach je autorem oltářních obrazů a portrétů. Na objednávku starosty Krakova a královského bankéře Johana Bonnera zhotovil dva oltáře pro jeho rodinu v kapli Ducha svatého v kostele Panny Marie. Mariánský oltář v Krakově dokončil roku 1511. Z obou oltářů se dochovaly pouze fragmenty. Z cyklu věnovaného životu sv. Jana Křtitele se zachoval pouze výjev Ukládání sv. Jana do hrobu.
Růžencový triptych byl součástí polyptychu Mariánského oltáře, jehož centrální část a křídla byly původně určeny pro Walburgiskapelle na Norimberském hradě a později se nacházely v majetku prince Thurn-Taxise v Regensburgu. Nyní jsou tři desky v Museo Thyssen-Bornemisza, Madrid a spodní část s obrazem Smrt Panny Marie ve Staatsgalerie, Bamberg.
Mezi jeho nejcennější díla patří vitráže Zavraždění svatého Stanislava, Mučednictví svatého Šebestiána, Mučednictví svatého Erasma, malovaná skleněná okna v kostele St. Sebald v Norimberku, a Welserova vitráž ve Frauenkirche v Norimberku.
Po roce 1515, pod vlivem Dürerova žáka a představitele Dunajské školy Albrechta Altdorfera, maloval na pozadí svých obrazů romantické krajiny. Byl také autorem knižních ilustrací (mimo jiné německého humanisty Conrada Celtise) a kreseb. Do současnosti se zachovalo kolem 70 jeho dřevorytů.

### Oltáře
- 1503–1513 Oltář Lorenze Tuchera (Epitaf), Kostel sv. Sebald, Norimberk
- 1507–1508 Oltář Kosmy a Damiána, 197 × 55 cm × 197,4 + 54,6 cm, Germanisches Nationalmuseum Norimberk
- 1508 Oltář Panny Marie, Farní kostel Cadolzburg
- 1511 Mariánský triptych, původně pro Kostel Archanděla Michaela a St. Stanislava na Skalce, klášter paulánů v Krakově

Klanění tří králů, 153 × 110 cm, Gemäldegalerie, Berlín
Útěk do Egypta, Paulánský klášter, Krakow
Svatá Kateřina Alexandrijská, 56 × 38 cm, Czartoryski muzeum v Krakově
- 1514–1515 Oltář sv. Kateřiny, kostel Panny Marie v Krakově (fragment nyní v Národním muzeu v Krakově)
- 1516 Oltář sv. Jana Křtitele, kostel Panny Marie v Krakově (fragment, mimo jiné, v kostele svatého Floriána v Krakově)
- kolem 1510 Polyptych s výjevy ze života svatých apoštolů Petra a Pavla, Galerie Uffizi, Florencie
- 1510 – 1513 Růžencový triptych, 117,2 × 84,3 × 122,5 cm + 38,5 cm, Museo Thyssen-Bornemisza, Madrid[6]
- kolem 1520 Triptych sv. Stanislaus Pławna, 195 × 190 cm Národní muzeum ve Varšavě (připsáno)

### Obrazy
- kolem 1510 Kázání sv. Petra, 117 × 93 cm, Galerie Uffizi, Florencie
- 1510/1511 Narození Panny Marie, 61 × 38 cm, Museum der Bildenden Künste, Lipsko
- 1510/1511 Navštívení Panny Marie, 61 × 37 cm, Museum der Bildenden Künste, Lipsko
- 1511 Markrabě Kazimír von Braniborsko Hohenzollern v roce 1511, 43 × 31,5 cm, Alte Pinakothek, Mnichov
- 1514 Korunovace Panny Marie, 117 × 79 cm, Kunsthistorisches Museum, Vídeň
- kolem 1510 Svatý Petr a Pavel, 117 × 93 cm, Galerie Uffizi, Florencie
- Polyptych Život Krista, Galerie Uffizi, Florencie
- 1511–1518 Portrét krále Zikmunda I. Starého, 24 × 18 cm, Národní muzeum v Poznani
- 1510–1520 Portrét muže, 47 × 31 cm, Museum of Art of North Carolina, Raleigh
- kolem 1508, Portrét mladého muže, 18 × 14 cm, Metropolitní muzeum umění, New York
- 1520 Portrét mladého muže, 42 × 30 cm, Gemäldegalerie, Berlín
- kolem 1529 Portrét mladého muže, 36 × 27 cm, Germanisches Nationalmuseum, Norimberk
- Studie mladého muže – 1513 Universitatssammlung, Göttingen
- 1513 Nanebevstoupení, 61,5 × 36 cm, Metropolitní muzeum umění, New York
- 1516 Uložení sv. Jana do hrobu, Národní muzeum ve Varšavě
- 1510–1511 Seslání Ducha svatého, 61 × 38 cm, Museum der Bildenden Künste, Lipsko
- kolem 1513 Zvěstování, 61 × 39 cm, Germanisches Nationalmuseum, Norimberk
- diptych Císařovna Kunhuta, Císař Jindřich II, Národní galerie v Praze

### Zastoupení ve sbírkách
- Národní galerie v Praze, Thyssen-Bornemisza Museum Madrid, Uffizi Florencie, Ermitáž Petrohrad, J. Paul Getty Museum Los Angeles, Kunsthistorisches Museum Vienna, Louvre Paris, Metropolitan Museum of Art New York City, National Gallery of Art Washington D.C., Biblioteca Ambrosiana Milan, Harvard University Art Museums Massachusetts, North Carolina Museum of Art Raleigh, Saint Louis Art Museum Missouri, The Walters Art Museum Maryland[7]

## Fotogalerie

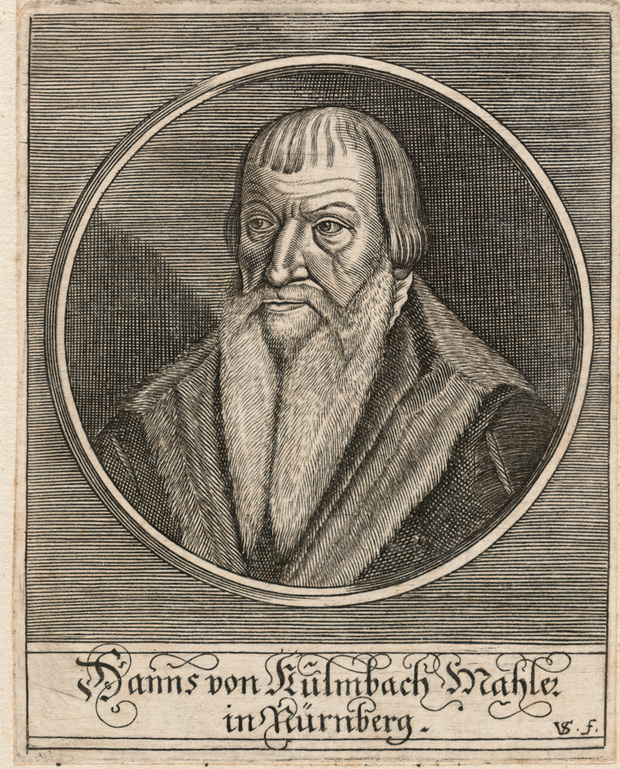
Hans von Kulmbach
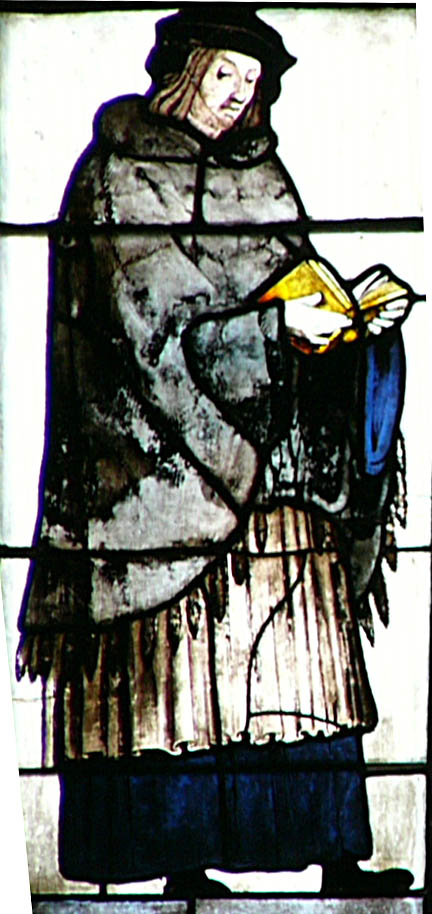
Friedrich, St. Sebald
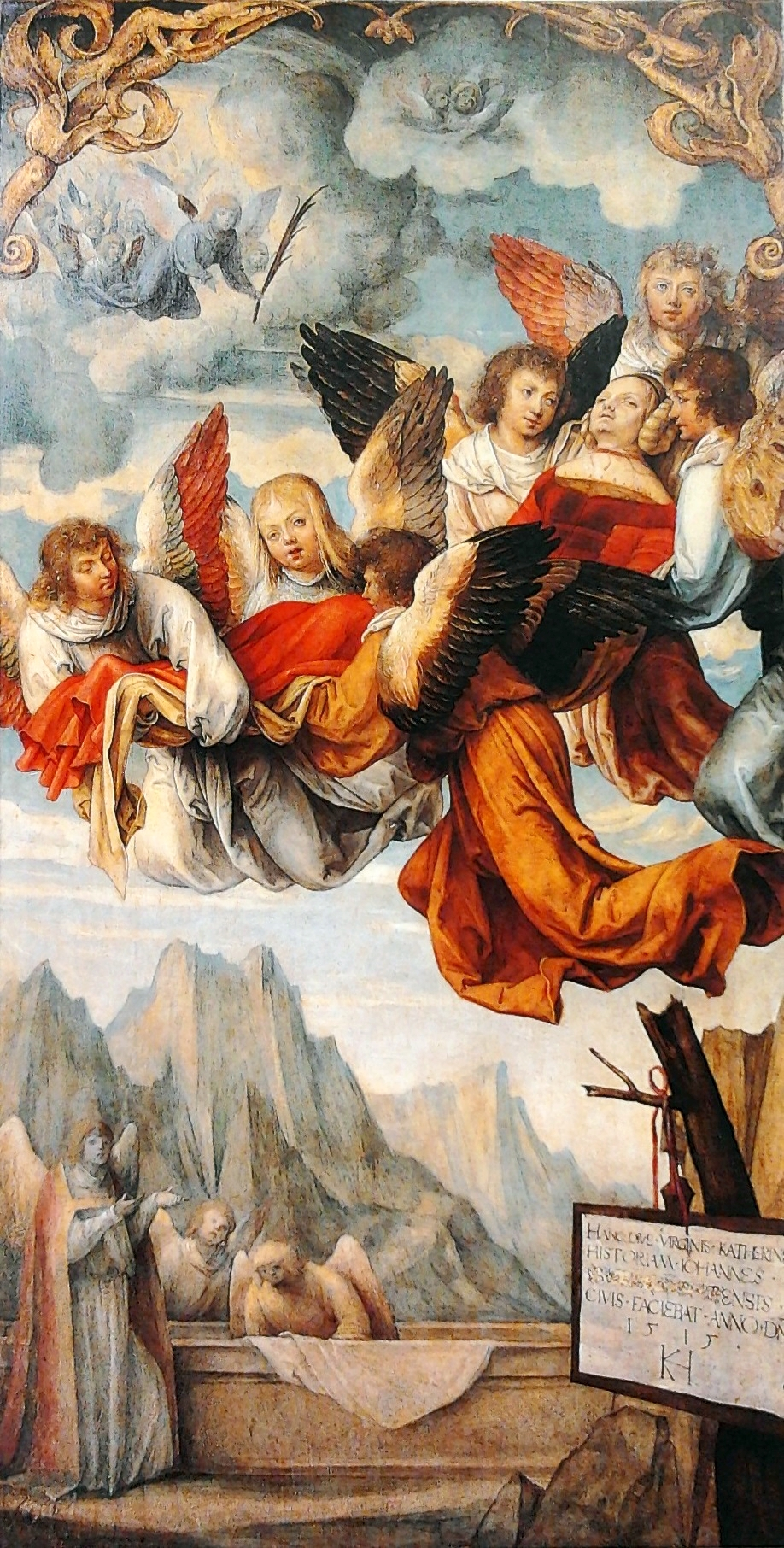
Nanebevzetí sv. Kateřiny
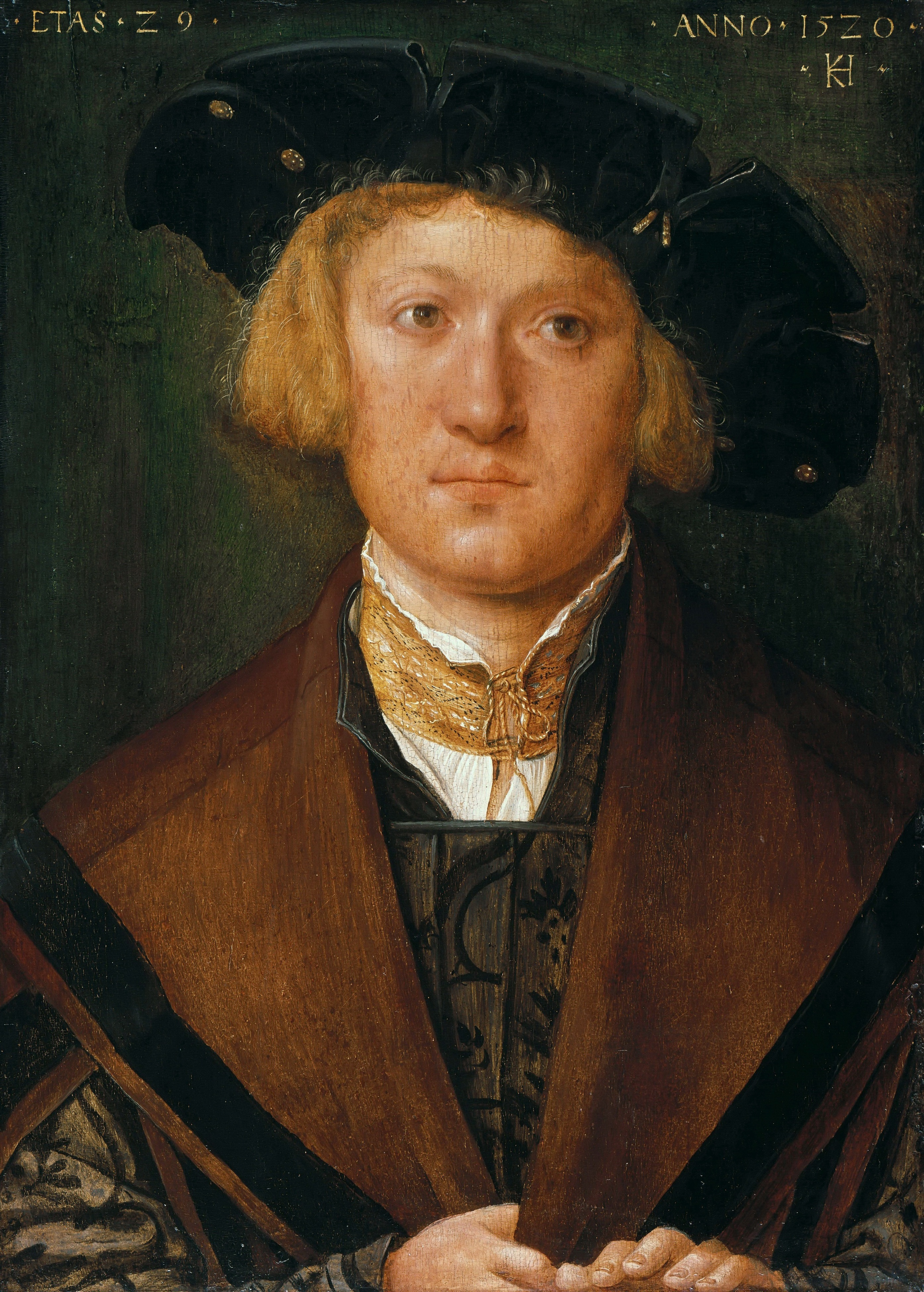
Hans Süß von Kulmbach, Portrét mladého muže